# والتر ماك
والتر ماك (بالألمانية: Walter Mack)‏ هو سباح ألماني، ولد في 4 يناير 1953 في بون في ألمانيا.

## روابط خارجية
- والتر ماك على موقع الاتحاد الدولي للسباحة (الإنجليزية)
- والتر ماك على موقع أوليمبيديا (الإنجليزية)